# Isobromindione
L'isobromindione è un derivato dell'indandione che svolge un'attività uricosurica simile a quella del benzbromarone. Il farmaco blocca il riassorbimento dell'acido urico a livello del tubulo prossimale.
L'isobromindione viene usato nel trattamento della gotta non litiasica.
Si somministra per via orale in dosi di 50–100 mg 1-2 volte al giorno.
L'uso del farmaco può scatenare o rendere più frequenti gli attacchi di gotta e provocare l'insorgenza di litiasi renale.
L'isobromindione è controindicato in caso di ipersensibilità nota, gotta litiasica e gravidanza. Il farmaco deve essere somministrato con cautela nei pazienti con funzionalità renale compromessa. Si raccomanda di controllare periodicamente la crasi ematica, l'uricemia e la funzionalità renale.
Durante il trattamento si consiglia l'assunzione di abbondanti quantità di liquidi.